# Nimule
Nimule este un oraș în Sudanul de Sud. Este deservit de Aeroportul Nimule.